# Биљни чај
Биљни чај (у говору само чај, грч. πτισάνη, кин: 涼茶 liáng chá) је биљна инфузија направљена од свежих или сувих листова, цвећа, корења или семена различитих врста биљака. У биљне чајеве не спада прави чај који се добија од грма чаја, и са њим нема много заједничког.
Кинески израз за биљни чај (liang cha) значи „чај за хлађење“, јер се у Кини сматра да он хлади прегрејани људски организам.
Биљни чајеви немају у себи кофеина. То су напици који се добијају када се врелом водом прелију различите уситњене биљке. Уситњене биљке се често продају у филтар-кесицама ради лакшег коришћења. Добијена течност се остави да одстоји неко време и по потреби процеди. Служи се топла или хладна, уз могући додатак шећера или других додатака. Биљни чајеви су јако заступљени у народној медицини као алтернативни лекови. У нашем народу реч чај подразумева лековити биљни чај, и он се неупоредиво више користи од црног или зеленог чаја.
Најважније врсте биљних чајева су:
- чај од јечма је популаран у Источној Азији (познат као мугича у Јапану)
- чај од камилице
- чај од лишћа коке (maté de coca)
- јерба мате (yerba maté) - чај од биљке Ilex paraguariensis популаран у Јужној Америци
- чај од сушених цветова хризантеме
- чај од коморача
- чај од ђумбира
- чај од цвета хибискуса
- чај од менте (нане)
- чај од имеле
- чај од коприве
- чај од роибоса (јужноафричка биљка)
- чај од жалфије
- чај од тимијана
- чај од рузмарина
- чај од матичњака
- чај од лазаркиње
- чај од липе

## Галерија биљних мешавина за чај
- Комади воћа и цветне латице
- Поморанџа и цвет нара
- Различити цветови и шипурак
- Комади воћа и шипурак
- Поморанџа и пупољци руже